# Dolicheremaeus magnus
Dolicheremaeus magnus är en kvalsterart som först beskrevs av Balogh 1958.  Dolicheremaeus magnus ingår i släktet Dolicheremaeus och familjen Tetracondylidae.

## Underarter
Arten delas in i följande underarter:
- D. m. magnus
- D. m. ghanensis
- D. m. iteratus
- D. m. longiseta